# Melanomya grisea
Melanomya grisea är en tvåvingeart som först beskrevs av Daniel William Coquillett 1899.  Melanomya grisea ingår i släktet Melanomya och familjen spyflugor. Inga underarter finns listade i Catalogue of Life.